# Тай Сан Тай
«Тай Сан Тай» (тайск. พรรคไทยสร้างไทย) — тайская политическая партия, созданная в 2021 году выходцами из «Пхыа Тхаи» во главе с Сударат Кейурафан.

## История
Регистрация новой артии произошла 23 марта 2021 года, а официально свою деятельность «Тай Сан Тай» начала с мероприятия 10 декабря 2021 года, на котором рассматривалась политика партии. 22 марта 2022 года партия решила выдвинуть офицера авиации Ситу Тивари кандидатом пост губернатора Бангкока в 2022 году. Наряду с выдвижением кандидатов в депутаты Совета Бангкока по всем 50 округам 30 марта.
В июле 2022 года, после новостей о том, что несколько членов партии вернулись в «Пхыа Тхаи», Кейурафан заявила, что это не проблема, и партия продолжит свою работу в полной мере.

## Результаты на выборах

### Парламентские выборы
| Выборы | Получено всего мест | По партийным спискам | По партийным спискам | По партийным спискам | По округам | По округам | По округам | Изменения           | Лидер кампании    |
| Выборы | Получено всего мест | Голосов              | Доля                 | Мест                 | Голосов    | Доля       | Мест       | Изменения           | Лидер кампании    |
| ------ | ------------------- | -------------------- | -------------------- | -------------------- | ---------- | ---------- | ---------- | ------------------- | ----------------- |
| 2023   | 6 из 500            | 340 178              | 0,90%                | 1                    | 872 893    | 2,29%      | 5          | ▲6 места; Оппозиция | Сударат Кейурафан |

### Региональные выборы
| Выборы                    | Результат | Голосов | %       | Изменения           | Лидер кампании    |
| ------------------------- | --------- | ------- | ------- | ------------------- | ----------------- |
| Губернатор Бангкока, 2022 | Поражение | 73 826  | 2,78 %  | Не избран           | Сита Тивари       |
| Совет Бангкока, 2022      | 2 из 50   | 241 975 | 10,45 % | ▲2 места; Оппозиция | Сударат Кейурафан |